# 代雷夫利亞尼
50°1′48″N 24°30′38″E / 50.03000°N 24.51056°E
代雷夫利亞尼（羅馬化：Derevliany）是烏克蘭西部的村莊，隸屬利維夫州的利維夫區。該村始建於1611年，面積0.66平方公里，海拔高度225米，2023年人口332，人口密度每平方公里704.27人。